# Pacific Coachworks
Pacific Coachworks war ein US-amerikanischer Hersteller von Automobilen.

## Unternehmensgeschichte
Das Unternehmen wurde 1978 in Goleta in Kalifornien gegründet. Die Produktion von Automobilen begann. Der Markenname lautete Di Napoli, gelegentlich DiNapoli geschrieben, ab 1980 evtl. Pacific Coachworks. 1983 endete die Produktion. Insgesamt entstanden fünf oder sieben Fahrzeuge.
Marauder & Co. setzte die Produktion unter eigenem Namen fort.

## Fahrzeuge
Das einzige Modell war ein Fahrzeug im Stil der 1930er Jahre. Fahrgestell, Antrieb sowie das Mittelteil der Karosserie kamen vom Buick Regal. Ein V6-Motor von Buick mit 3800 cm³ Hubraum mit Turbolader trieb die Fahrzeuge an. Eine andere Quelle nennt einen Motor der Corvette. Die geschlossene Karosserie bot Platz für fünf Personen.